# Власьево (Рязанская область)
Власьево — деревня в Рязанском районе Рязанской области. Входит в Искровское сельское поселение.

## География
Находится в северо-западной части Рязанской области на расстоянии приблизительно 31 км на юг-юго-восток по прямой от вокзала станции Рязань II.

## История
На карте 1850 года уже показана как поселение с 10 дворами. В 1859 году здесь (тогда территория Пронского уезда Рязанской губернии) было учтено 8 дворов, в 1897 — 7.

## Население
Численность населения: 113 человек (1859 год), 82 (1897), 30 в 2002 году, 9 в 2010.